# Fresnoy-la-Rivière
Fresnoy-la-Rivière is een gemeente in het Franse departement Oise (regio Hauts-de-France) en telt 652 inwoners (2004). De plaats maakt deel uit van het arrondissement Senlis.

## Geografie
De oppervlakte van Fresnoy-la-Rivière bedraagt 6,8 km², de bevolkingsdichtheid is 95,9 inwoners per km².
De onderstaande kaart toont de ligging van Fresnoy-la-Rivière met de belangrijkste infrastructuur en aangrenzende gemeenten.

## Demografie
Onderstaande figuur toont het verloop van het inwonertal (bron: INSEE-tellingen).